# Sailly, Yvelines
Sailly är en kommun i departementet Yvelines i regionen Île-de-France i norra Frankrike. Kommunen ligger i kantonen Limay som tillhör arrondissementet Mantes-la-Jolie. År 2022 hade Sailly 335 invånare.

## Befolkningsutveckling
Antalet invånare i kommunen Sailly
| Referens: INSEE |